# ثورة النساء في السوق الغينية
ثورة السوق الغينية النسائية عام 1977 كانت عبارة عن سلسلة من المظاهرات الكبيرة وأعمال الشغب في جميع أنحاء غينيا التي نتجت عن فرض الأسعار التي حددتها الحكومة للسلع المباعة في الأسواق العامة للبلاد.
بدأت أعمال الشغب في 27 أغسطس 1977 عندما بدأت بائعات في سوق المدينة في كوناكري أعمال شغب ضد "الشرطة الاقتصادية"، التي كانت مسؤولة عن فرض ضوابط الحكومة على الأسعار وكانت في الغالب فاسدة. انتشرت أعمال الشغب في جميع أنحاء البلاد وأدت إلى سقوط العديد من القتلى.
وينظر إلى التمرد على أنه نقطة تحول رئيسية في تاريخ غينيا ونهاية للإصلاحات الاقتصادية الأكثر جذرية التي قام بها الرئيس أحمد سيكو توري.  أصبح يوم 27 أغسطس عطلة رسمية بعد انتهاء نظام الرئيس أحمد سيكو توري على الرغم من تعليقه من قبل حكومة لانسانا كونتي في عام 2006، قبل وقت قصير من اندلاع انتفاضة بسبب ارتفاع أسعار الأرز.